# Abbey Road (vej)
 For alternative betydninger, se Abbey Road (flertydig). (Se også artikler, som begynder med Abbey Road)
Abbey Road er en vej i det nordlige London i England, som er blev berømt på grund af The Beatles, der i 1960'erne indspillede mere end 90 procent af deres sange i et pladestudie på vejen. Studiet, det nuværende Abbey Road Studios, ligger som et af de første huse på vejen (nummer 3), tæt ved en befærdet fodgængerovergang. Beatles gjorde vejen berømt, da de indspillede et album med samme navn, Abbey Road og brugte fodgængerovergangen som forsidebillede.
Temmelig mange turister lægger nu vejen forbi og stopper trafikken, fordi en fotograf skal forevige endnu en gruppe, der krydser vejen. Der findes et webkamera, så man hele tiden kan se, om man kan komme til.